# Altajellidae
Altajellidae é uma família de milípedes pertencente à ordem Chordeumatida.
Géneros:
- Altajella Gulička, 1972
- Elongeuma Golovatch, 1982